# Rick van den Oever
Rick van den Oever (Wintelre, 10 augustus 1987) is een Nederlandse voetballer die speelde bij FC Eindhoven. Van den Oever is een keeper. Hij komt uit de jeugdopleiding van de club en maakte op 19 januari 2007 zijn debuut in het met 1-7 verloren thuisduel met FC Dordrecht. Hij verving een veldspeler nadat doelman Jurgen Hendriks een rode kaart had gekregen.

## Carrière
| 2005/06 | FC Eindhoven | 0 | 0 | Eerste divisie |   |   |   |   |   |
| 2006/07 | FC Eindhoven | 3 | 0 | Eerste divisie |   |   |   |   |   |
| 2007/08 | FC Eindhoven | 0 | 0 | Eerste divisie |   |   |   |   |   |
| Totaal  | Totaal       | 3 | 0 | 0              | 0 | 0 | 0 | 0 | 0 |